# Saint-Point
Saint-Point est une commune française située dans le département de Saône-et-Loire, en région Bourgogne-Franche-Comté.

## Géographie

### Localisation
La commune est située à 3,7 km de Tramayes et à 25 km de Mâcon. Le territoire peut-être décomposé en trois unités paysagères : le fond de vallée, d'environ 250 mètres de large, s’allonge du sud au nord ;  le versant ouest, du village jusqu’aux sommets, comprend forêts et bocages ; le versant est : en bas, les pentes allongées et régulières et sur la partie haute les pentes sont raides et entièrement boisées. La commune est arrosée par le Valouzin, ruisseau qui prend sa source à Tramayes, arrose Saint-Point et Bourgvilain, passe à la Valouze (commune de Sainte-Cécile) et se jette dans la Grosne.

### Géologie
Le territoire de Saint-Point est composé essentiellement de formations granitiques et volcaniques.

### Climat
Pour des articles plus généraux, voir Climat de la Bourgogne-Franche-Comté et Climat de Saône-et-Loire.
En 2010, le climat de la commune est de type climat océanique dégradé des plaines du Centre et du Nord, selon une étude du Centre national de la recherche scientifique s'appuyant sur une série de données couvrant la période 1971-2000. En 2020, Météo-France publie une typologie des climats de la France métropolitaine dans laquelle la commune est dans une zone de transition entre le climat semi-continental et le climat de montagne et est dans une zone de transition entre les régions climatiques « Centre et contreforts nord du Massif Central » et « Bourgogne, vallée de la Saône ».
Pour la période 1971-2000, la température annuelle moyenne est de 11 °C, avec une amplitude thermique annuelle de 17,5 °C. Le cumul annuel moyen de précipitations est de 960 mm, avec 11 jours de précipitations en janvier et 7,4 jours en juillet. Pour la période 1991-2020, la température moyenne annuelle observée sur la station météorologique de Météo-France la plus proche, « Jalogny_sapc », sur la commune de Jalogny à 9 km à vol d'oiseau, est de 11,2 °C et le cumul annuel moyen de précipitations est de 873,4 mm. 
La température maximale relevée sur cette station est de 39,6 °C, atteinte le 12 août 2003 ; la température minimale est de −21,6 °C, atteinte le 17 janvier 1985,,.
Les paramètres climatiques de la commune ont été estimés pour le milieu du siècle (2041-2070) selon différents scénarios d'émission de gaz à effet de serre à partir des nouvelles projections climatiques de référence DRIAS-2020. Ils sont consultables sur un site dédié publié par Météo-France en novembre 2022.

## Urbanisme

### Typologie
Au 1er janvier 2024, Saint-Point est catégorisée commune rurale à habitat très dispersé, selon la nouvelle grille communale de densité à sept niveaux définie par l'Insee en 2022. Elle est située hors unité urbaine. Par ailleurs la commune fait partie de l'aire d'attraction de Mâcon, dont elle est une commune de la couronne,. Cette aire, qui regroupe 105 communes, est catégorisée dans les aires de 50 000 à moins de 200 000 habitants,.

### Occupation des sols
L'occupation des sols de la commune, telle qu'elle ressort de la base de données européenne d’occupation biophysique des sols Corine Land Cover (CLC), est marquée par l'importance des territoires agricoles (58 % en 2018), une proportion identique à celle de 1990 (58 %). La répartition détaillée en 2018 est la suivante : prairies (46,4 %), forêts (42 %), zones agricoles hétérogènes (11,6 %). L'évolution de l’occupation des sols de la commune et de ses infrastructures peut être observée sur les différentes représentations cartographiques du territoire : la carte de Cassini (XVIIIe siècle), la carte d'état-major (1820-1866) et les cartes ou photos aériennes de l'IGN pour la période actuelle (1950 à aujourd'hui).

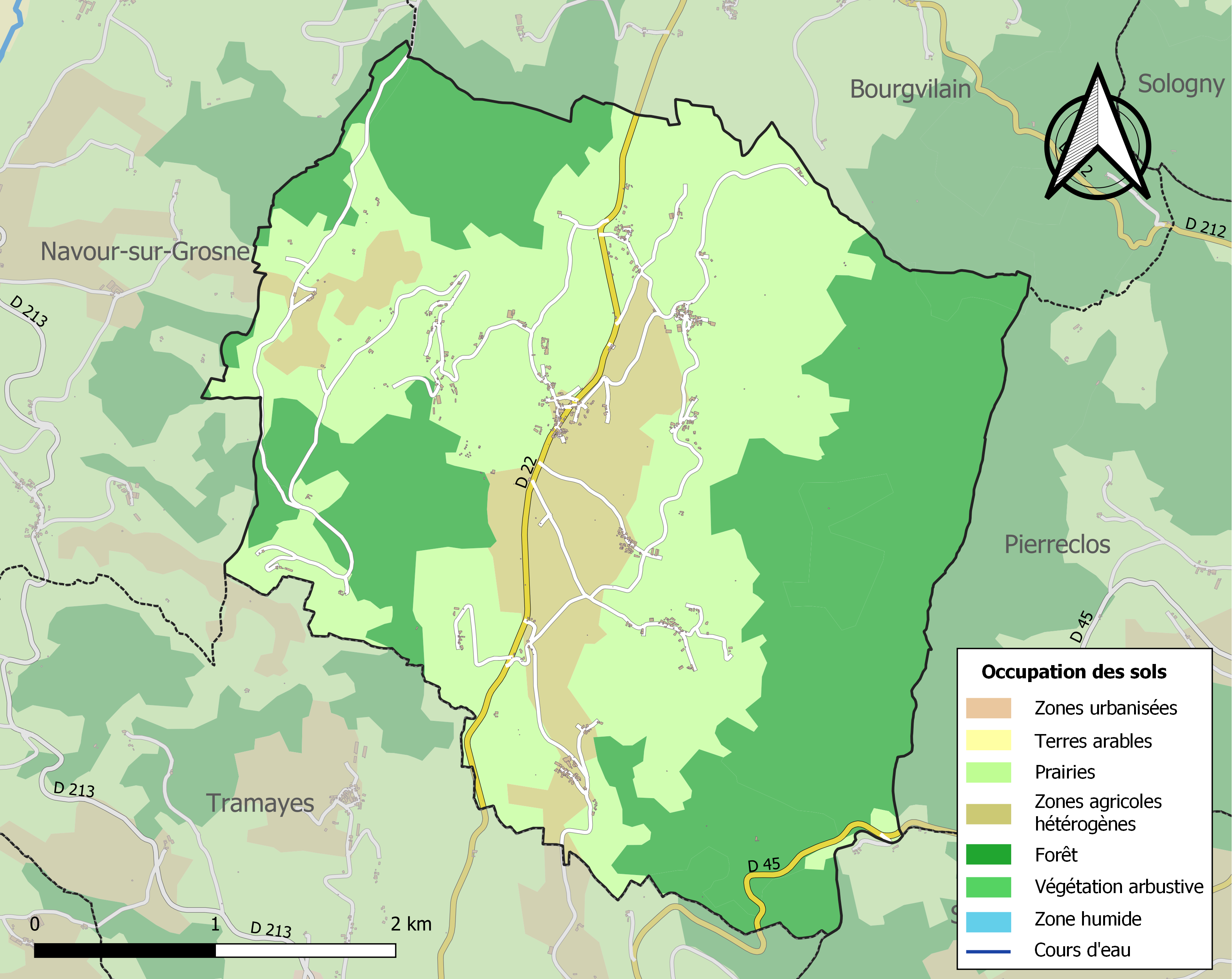
Carte des infrastructures et de l'occupation des sols de la commune en 2018 (CLC).

### Habitat et logement
En 2018, le nombre total de logements dans la commune était de 230, alors qu'il était de 235 en 2013 et de 230 en 2008.
Parmi ces logements, 65,2 % étaient des résidences principales, 26,2 % des résidences secondaires et 8,6 % des logements vacants. Ces logements étaient pour 97,4 % d'entre eux des maisons individuelles et pour 2,1 % des appartements.
Le tableau ci-dessous présente la typologie des logements à Saint-Point en 2018 en comparaison avec celle de Saône-et-Loire et de la France entière. Une caractéristique marquante du parc de logements est ainsi une proportion de résidences secondaires et logements occasionnels (26,2 %) supérieure à celle du département (7,5 %) et à celle de la France entière (9,7 %). Concernant le statut d'occupation de ces logements, 90,3 % des habitants de la commune sont propriétaires de leur logement (89,1 % en 2013), contre 64,1 % pour la Saône-et-Loire et 57,5 pour la France entière.
| Typologie                                               | Saint-Point | Saône-et-Loire | France entière |
| ------------------------------------------------------- | ----------- | -------------- | -------------- |
| Résidences principales (en %)                           | 65,2        | 82,2           | 82,1           |
| Résidences secondaires et logements occasionnels (en %) | 26,2        | 7,5            | 9,7            |
| Logements vacants (en %)                                | 8,6         | 10,3           | 8,2            |

## Toponymie
Le nom de Saint-Point (sanctus Pontius) indique une origine chrétienne, variante de Saint-Ponce, Saint Pons et Saint-Pont.
La commune est instituée lors de la Révolution française sous le nom de Mont-Brillant. Elle devient Point en 1801 puis, ultérieurement, prend sa dénomination actuelle de Saint-Point.

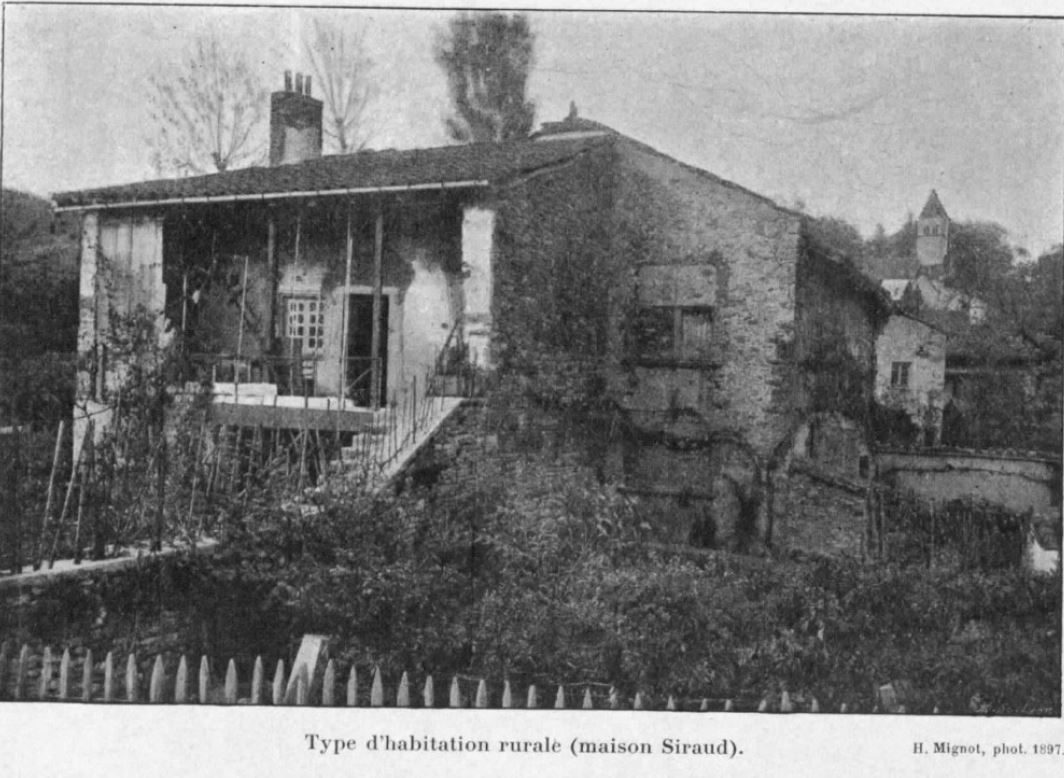
Habitat rural vers 1897.

## Histoire
En 1686, on a trouvé à Saint-Point plusieurs médailles de l'empereur Dioclétien.
1793 : Saint-Point, dans le contexte révolutionnaire, change de nom et devient Libre, puis Mont-Libre.
3 août 1974 : inauguration du lac de Saint-Point. En 1970 avait été fondé un syndicat intercommunal (regroupant Tramayes, Saint-Point et Bourgvilain) ayant pour but de créer une retenue d'eau artificielle, après accord préalable donné par l’État. Deux ans plus tard, en 1972, ce syndicat avait acquis les 24 hectares nécessaires à la réalisation du projet, acquisition qui permit le démarrage des travaux de creusement.

## Politique et administration

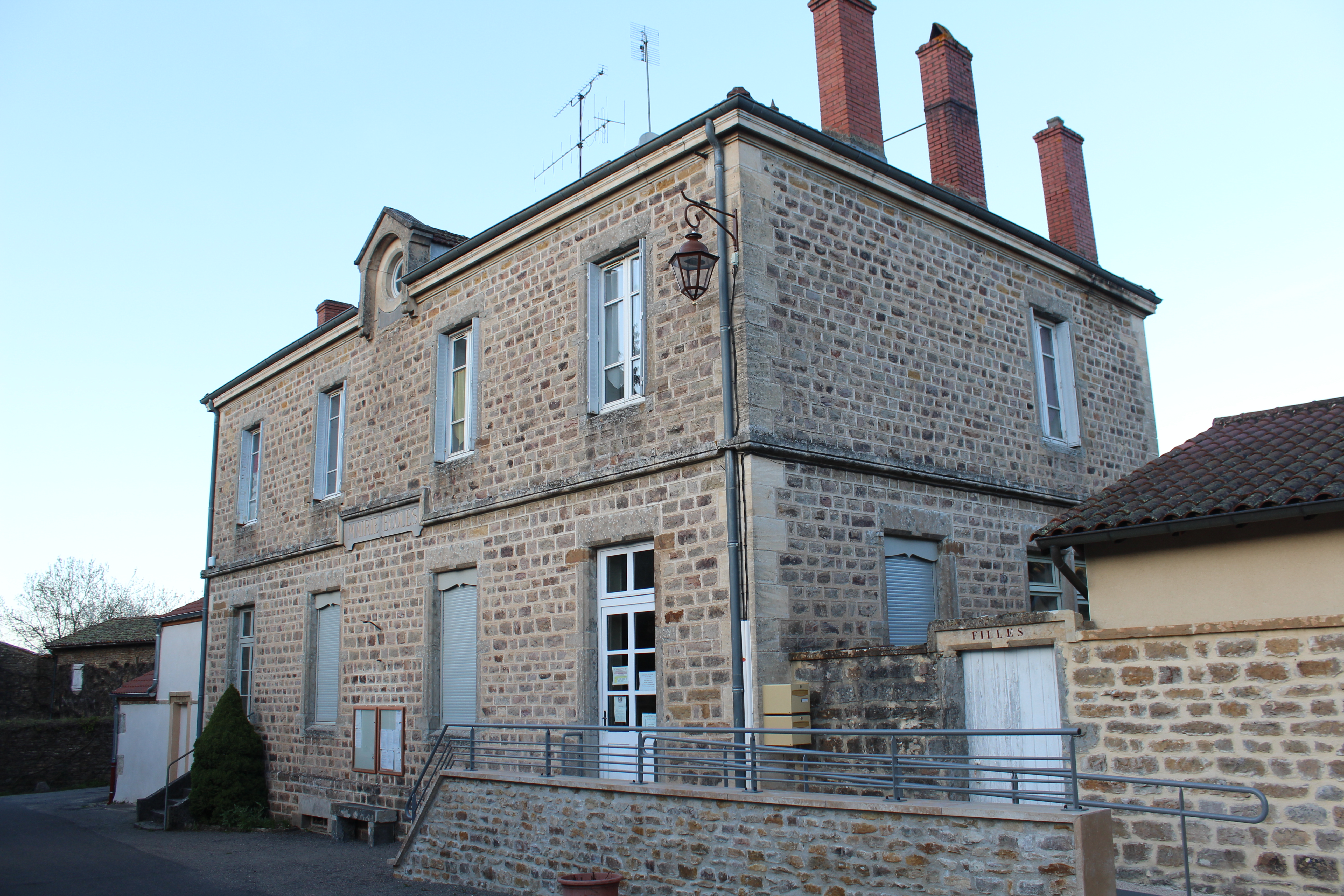
Mairie.

### Rattachements administratifs et électoraux
La commune se trouve dans l'arrondissement de Mâcon du département de Saône-et-Loire. Pour l'élection des députés, elle fait partie de la première circonscription de Saône-et-Loire.
Elle faisait partie depuis 1793 du canton de Tramayes. Dans le cadre du redécoupage cantonal de 2014 en France, la commune rejoint le canton de La Chapelle-de-Guinchay.

### Intercommunalité
La commune était membre de la communauté de communes du Mâconnais Charolais, créée au 1er janvier 1987.
Dans le cadre des dispositions de la loi portant nouvelle organisation territoriale de la République (Loi NOTRe) du 7 août 2015, qui prévoit que les établissements publics de coopération intercommunale (EPCI) à fiscalité propre doivent avoir un minimum de 15 000 habitants, le préfet approuve un nouveau schéma départemental de coopération intercommunale, prévoyant la fusion de la communauté de communes du Mâconnais Charolais  avec la communauté de communes de Matour et sa région.
Cette fusion est intervenue le 1er janvier 2017, formant la communauté de communes Saint-Cyr Mère Boitier entre Charolais et Mâconnais dont la commune est désormais membre.

### Liste des maires
| Période                                  | Période        | Identité             | Étiquette | Qualité                                                                                                 |
| ---------------------------------------- | -------------- | -------------------- | --------- | --- |
|                                          | novembre 1831  | Jean Deschizeaux     |           | |
| décembre 1831                            | décembre 1851  | Louis Chassagne      |           | |
| décembre 1851                            |                | Jean-Marie Fouilloux |           | |
|                                          |                | Claude Marius Siraud | Rad.ind.  | Médecin Professeur agrégé à la Faculté de médecine de Lyon Conseiller général de Tramayes (1919 → 1938) |
|                                          |                | Benoît Quelin        | CNIP      | Agriculteur Conseiller général de Tramayes (1951 → 1970)                                                |
| Les données manquantes sont à compléter. |                |                      |           | |
| 1970                                     | mars 2001      | Maurice Dargaud      |           | |
| mars 2001                                | mars 2008      | Claude Derrien       | SE        | |
| mars 2008                                | juillet 2016   | Philippe Mignot      | UDI       | Président de la CC du Mâconnais Charolais ( ? → 2016) Démissionnaire                                    |
| juillet 2016                             | septembre 2022 | Jocelyne Bacq        |           | Secrétaire de scolarité en collège Démissionnaire                                                       |
| janvier 2022                             | En cours       | Pierre-Yves Quelin   |           | |
| Les données manquantes sont à compléter. |                |                      |           | |

## Équipements et services publics

### Enseignement
La commune fait partie d'un regroupement pédagogique intercommunal (RPI) comprenant les communes de Saint-Point et Bourgvilain. Dans ce cadre, la commune dispose en 2017 'une école maternelle d'une seule classe.

## Population et société

### Démographie
L'évolution du nombre d'habitants est connue à travers les recensements de la population effectués dans la commune depuis 1793. Pour les communes de moins de 10 000 habitants, une enquête de recensement portant sur toute la population est réalisée tous les cinq ans, les populations de référence des années intermédiaires étant quant à elles estimées par interpolation ou extrapolation. Pour la commune, le premier recensement exhaustif entrant dans le cadre du nouveau dispositif a été réalisé en 2004.

En 2022, la commune comptait 362 habitants, en évolution de +13,48 % par rapport à 2016 (Saône-et-Loire : −1,06 %, France hors Mayotte : +2,11 %).
| 1793  | 1800 | 1806 | 1821  | 1831  | 1836  | 1841  | 1846  | 1851  |
| ----- | ---- | ---- | ----- | ----- | ----- | ----- | ----- | ----- |
| 1 160 | 998  | 936  | 1 086 | 1 158 | 1 080 | 1 170 | 1 198 | 1 289 |

| 1856  | 1861  | 1866 | 1872 | 1876 | 1881 | 1886 | 1891 | 1896 |
| ----- | ----- | ---- | ---- | ---- | ---- | ---- | ---- | ---- |
| 1 159 | 1 084 | 982  | 919  | 866  | 829  | 789  | 750  | 664  |

| 1901 | 1906 | 1911 | 1921 | 1926 | 1931 | 1936 | 1946 | 1954 |
| ---- | ---- | ---- | ---- | ---- | ---- | ---- | ---- | ---- |
| 648  | 634  | 585  | 534  | 483  | 447  | 444  | 395  | 384  |

| 1962 | 1968 | 1975 | 1982 | 1990 | 1999 | 2004 | 2006 | 2009 |
| ---- | ---- | ---- | ---- | ---- | ---- | ---- | ---- | ---- |
| 336  | 282  | 259  | 273  | 285  | 316  | 322  | 323  | 341  |

| 2014 | 2019 | 2022 | - | - | - | - | - | - |
| ---- | ---- | ---- | - | - | - | - | - | - |
| 322  | 347  | 362  | - | - | - | - | - | - |

Les 322 habitants de la commune, en 2014, se répartissent en 81 de moins de 30 ans, 140 de 30 à 59 ans et 101 de 60 ans et plus.
Parmi les 2208 personnes qui  ont entre 15 et 64 ans. 76,9 % sont des actifs ayant un emploi, 3 ,8 % sont chômeurs, 6,3 % sont élèves ou étudiants, 14,4% sont retraités ou préretraités et 2,4 % d'autres inactifs.

## Économie

### Établissements actifs
Sur le territoire communal il existe, au1er janvier 2015 , 43 établissements actifs qui emploient 30 salariés au total.
- 9 appartiennent au secteur de l'agriculture (aucun salarié).
- 2 au secteur de l'industrie (aucun salarié)
- 6 sont du secteur de la construction (7 salariés)
- 20 sont du secteur du commerce, des transports et des services divers (11 salariés au total)
- 6 sont du secteur de l'administration publique, de l'enseignement, de la santé et de l'action sociale (12 salariés au total).

### Vignoble
Les Vins de l'appellation Mâcon peuvent être produits dans la commune de Saint-Point : Mâcon blanc, Mâcon blanc nouveau, Mâcon rosé, Mâcon rouge. Cependant la commune n'abrite plus de vignobles.

### Tourisme

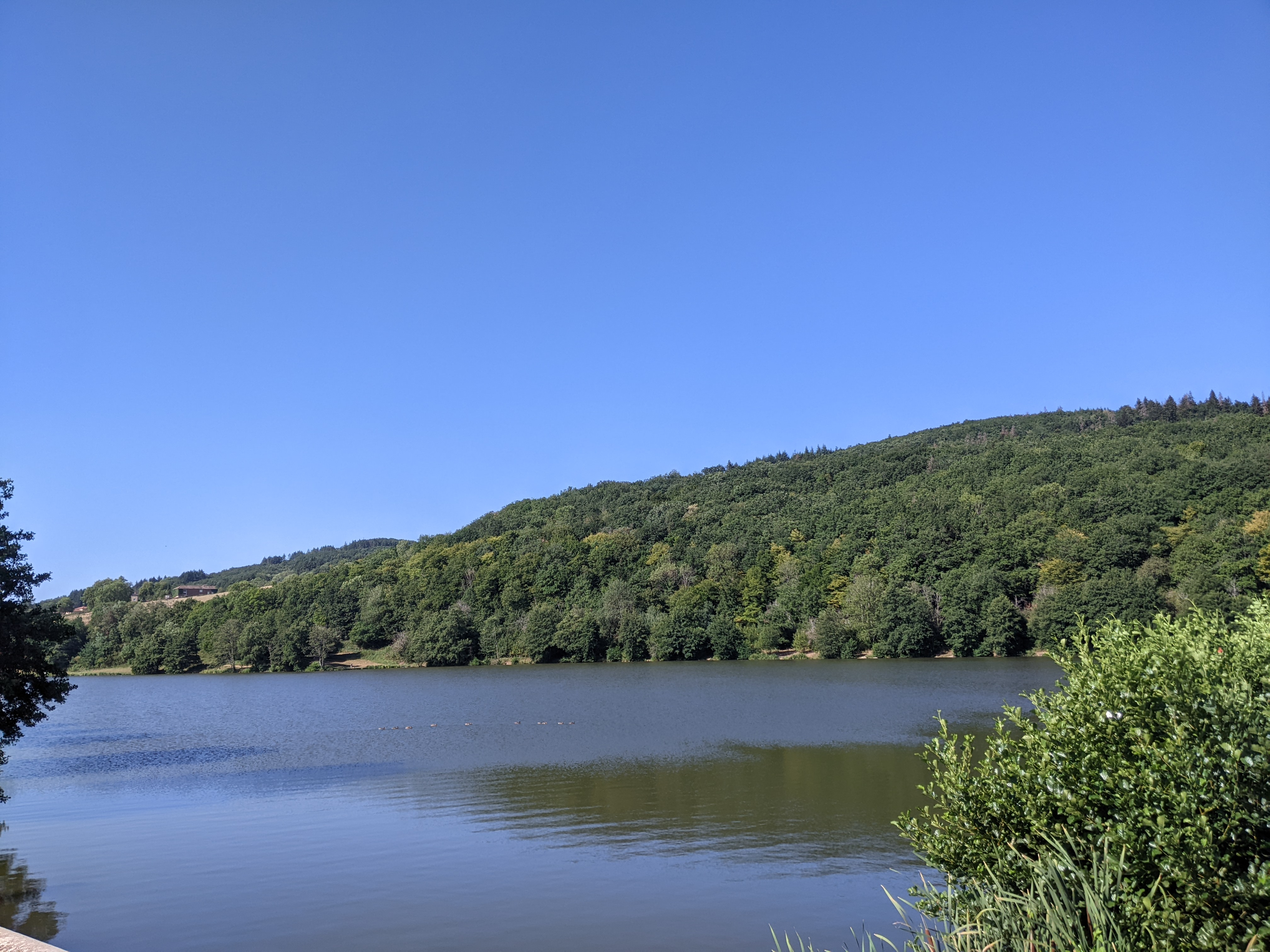
Vue générale du lac de Saint-Point, retenue d'eau artificielle inaugurée à l'été 1974.

La commune dispose de 2 gîtes étape et d'un terrain de camping (classé trois étoiles)[Quand ?] offrant 80 emplacements et 11 chalets.
Elle dispose aussi, depuis 1970, d'un lac artificiel, aménagé sur le cours de la rivière Valouzin et alimenté par trois sources, qui attire en été beaucoup de baigneurs locaux et les campeurs séjournant au camping tout proche (le site dispose d'un restaurant et d'un snack, avec la possibilité de louer des pédalos).

## Culture locale et patrimoine

### Lieux et monuments
- Château de Saint-Point.
- Église Saint-Donat de Saint-Point, édifice roman du XIIe siècle qui a conservé son cimetière attenant[32]. Cette église est dotée de vitraux de Lucien Bégule, maître verrier lyonnais[33].

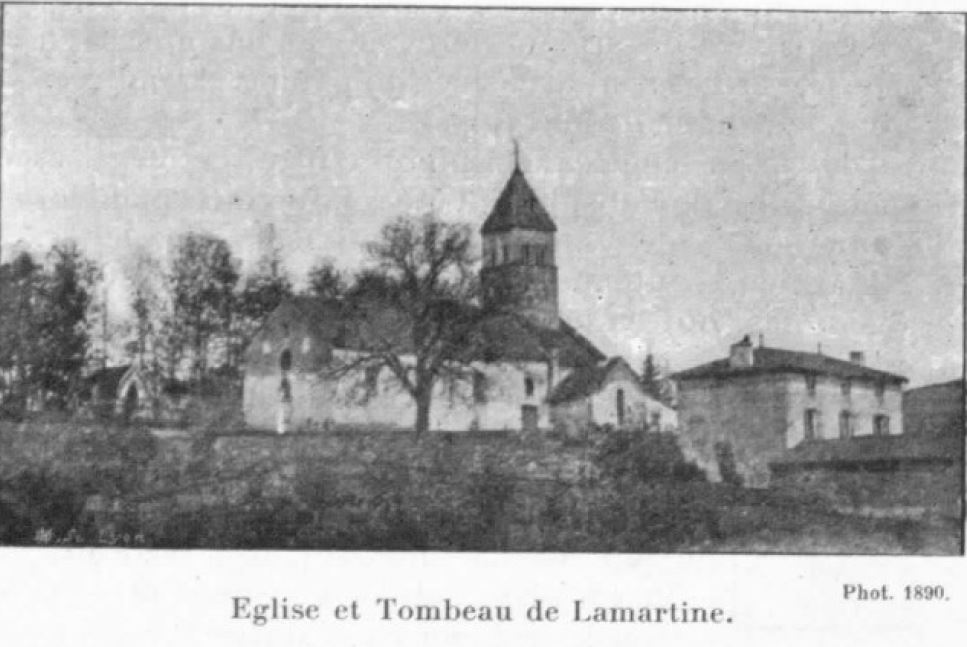
Église et tombeau de Lamartine.

- Le tombeau de Lamartine[34] : se trouve en haut du chemin qui conduit à l'église, à gauche de la façade. Cette chapelle funéraire conserve, le corps du poète, ceux sa mère, de sa belle-mère Mme Birch, de sa femme, de sa fille Julia, de son fils Alphonse, et de sa nièce Valentine de Cessiat. Le caveau fut érigé par les soins de Lamartine lui-même et de son vivant. Sur un autel de pierre, est placé le buste du poète, et devant lui, le gisant de Madame de Lamartine, sculpté par Adam Salomon en 1864.
- Le chêne de Jocelyn. Alphonse de Lamartine venait y trouver l’inspiration littéraire, et ainsi naquît son personnage de Jocelyn. Une carte postale le montre il y a un siècle, dans une pâture, mais, aujourd'hui, la forêt a gagné et c’est un patriarche de 4,50 m de circonférence. Sous ses branches, un banc de pierre attend le promeneur[35].

Autour de Saint-Point
- Arboretum de Pézanin,
- Le Lab 71, complexe autour de la science, de la culture et du développement durable, à Dompierre-les-Ormes,
- Vignoble du mâconnais et du beaujolais,
- Cluny, son abbaye millénaire, ses Haras nationaux,
- Mâcon,
- Paray-le-Monial...

### Personnalités liées à la commune
- Alphonse de Lamartine, propriétaire du château de Saint-Point[36],[37].